# Balogh József (politikus, 1946)
Balogh József (Nagykanizsa, 1946. április 15. –) magyar közgazdász, politikus, 1994 és 2006 között Győr polgármestere, 2002-től 2010-ig országgyűlési képviselő (MSZP).

## Élete
1964-ben a Győri Keksz- és Ostyagyár betanított munkása, majd anyaggazdálkodója lett. 1968-ban kezdett politizálni, a gyár KISZ-titkára és a győri városi KISZ-bizottság tagja volt, 1969-ben pedig a Magyar Szocialista Munkáspárt tagja lett.
1970-ben a Marx Károly Közgazdaságtudományi Egyetemen szerzett közgazdász diplomát, és szakszervezeti vezető lett. 1975 és 1980 az MSZMP városi osztályvezetője volt, majd 1980-ban a győri városi tanács általános elnökhelyettese lett. A rendszerváltás idején, 1989-től 1990-ig Győr tanácselnöke, majd 1990 és 1994 között önkormányzati képviselő volt.
1989-ben belépett a Magyar Szocialista Pártba. 1990-ben a Győri ÁFÉSZ műszaki igazgatója, 1991-ben pedig a Ferrovill osztályvetője, majd főosztályvezetője lett. 1993-tól a Bábolna Takarmányipari Kft. főkönyvelőjeként dolgozott.
Az 1994-es önkormányzati választáson az MSZP jelöltjeként Győr polgármesterévé választották. Tisztségét az 1998-as és a 2002-es önkormányzati választást követően is megtartotta, 2006-ig volt polgármester, utódja Borkai Zsolt lett. Az 1998-as országgyűlési választáson a Győr-Moson-Sopron megyei területi lista 6. helyén szerepelt, így nem jutott a parlamentbe. 2001-ben a Magyar Olimpiai Bizottság tagja lett. A 2002-es országgyűlési választáson Győr-Moson-Sopron megye 3. számú, Győr központú választókerületében szerzett mandátumot, majd a 2006-os országgyűlési választáson ismét innen jutott a parlamentbe. Az Országgyűlésben a területfejlesztési bizottság tagja, majd 2006 és 2010 között az önkormányzati és területfejlesztési bizottság alelnöke volt. A 2010-es országgyűlési választáson már nem indult, visszavonult a politikától.